# Idillio (Tolstoj)
Idillio (in russo Идиллия?, Idilliâ) è un racconto incompiuto di Lev Tolstoj scritto tra il 1860 e il 1861 e pubblicato postumo nel 1911.

## Trama
Malan'ka è una giovane e bella contadina, moglie di Evstrat Tregubov. Durante l'assenza del marito, emigrato in una località distante per motivi di lavoro, Malan'ka viene corteggiata da tutti gli uomini del villaggio; ma la ragazza riesce a tenerli tutti a bada. Cede infine a Matvej Romanyč, un mercante forestiero di bestiame con fama di dongiovanni. Malan'ka resta incinta di Matvej. Il ritorno improvviso di Evstrat tronca la relazione di Malan'ka.

## Genesi dell'opera
Nei Diari di Tolstoj, i primi appunti relativi a questo racconto risalgono ai giorni 7 e 8 agosto 1860. Tali appunti rimandano alla storia di una contadina di Jasnaja Poljana, «la madre di Andrèj», raccontata dalla protagonista a Tolstoj nel maggio di quell'anno e registrato nel Diario il 25 maggio 1860; in questa data Tolstoj annotò anche alcune espressioni utilizzate dalla «madre di Andrèj», fra cui «Consolami le membra», che ricomparirà in Idillio. Nell'appunto dell'8 agosto '60 Tolstòj annota di voler scrivere il racconto «dal punto di vista di un mužik». Il risultato non dovette sembrargli soddisfacente perché, dopo aver ultimato Idillio, in una data sconosciuta, Tolstoj cominciò a riscrivere la stessa vicenda nello stile a lui più consueto e la intitolò «Tichon e Malani'ja» (in lingua originale: Тихон и Маланья); ma anche la nuova stesura rimase incompiuta.

## Edizioni

### In lingua originale
- in russo Посмертные художественные произведения Л. Н. Толстого?, Posmertnye hudožestvennye proizvedeniâ L. N. Tolstogo (Opere letterarie postume di Lev Nikolàevič Tolstòj), a cura di V.G. Čertkov, Mosca: ed. A.L. Tolstaja, tomo II, 1911
- in russo Посмертные художественные произведения Л. Н. Толстого?, Posmertnye hudožestvennye proizvedeniâ L. N. Tolstogo (Opere letterarie postume di Lev Nikolàevič Tolstòj), a cura di V.G. Čertkov, Berlino: Svobodnoe slovo, tomo II, 1912[3]
- in russo Л.Н. Толстой Собрание сочинений в 22 т.?, L.N. Tolstoj Sobranie sočinenij v 22 t. (Opere di L. N. Tolstoj in 22 volumi), Vol. III, Mosca: Hudožestvennaâ literatura, 1979[4]

### Traduzioni italiane
- «Idillio». In: Racconti, volume secondo; traduzione di Agostino Villa, Torino: Einaudi, 1953
- «Idillio». In: Il diavolo e altri racconti; traduzione dal russo e postfazione di Gianlorenzo Pacini, Roma: E/O, 1990, ISBN 88-7641-086-4
- «Idillio». In: Tutti i racconti; traduzione di Bruno Osimo, Collezione I Meridiani, Milano: Mondadori, Vol. I, pp. 659-702,  III ed., aprile 1998, ISBN 88-04-34454-7